# Dolly Golden
Dolly Golden (Annecy, 28 d'agost de 1973) és una actriu porno francesa.

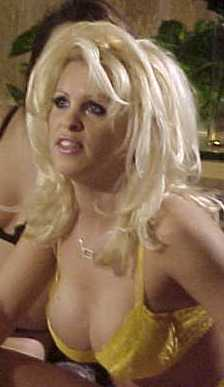
Dolly Golden

## Biografia
Dolly Golden va estar activa a la indústria del porno durant els anys 1990-2000. El 1996 va fer els primers passos davant d'una càmera amb la seva acompanyant, per les necessitats d'una pel·lícula amateur dirigida per Laetitia. Ella i el seu amic, que van prendre el pseudònim de Marc Barrow, van començar una carrera professional al cinema X. El 1997, va guanyar l'European X Award a la millor estrella europea al festival de l'erotisme de Brussel·les. Després va participar en moltes produccions franceses, europees i americanes. Al mateix temps, també actua en espectacles eròtics a discoteques.
El 1999, va guanyar el Hot d'Or a la millor actriu secundària per la seva actuació a Croupe du Monde 98, i l'any següent a la millor actriu francesa pel seu paper a Les Tontons tringleurs. Amb Marc Barrow, l'any 2000 va produir i dirigir una pel·lícula per al mercat americà.
Aleshores va deixar de fer gires però va continuar passant una temps amb la indústria del porno: fins al 2010 va treballar com a encarregada de relacions públiques per a Marc Dorcel.
Dolly Golden també ha actuat en papers secundaris a diverses pel·lícules no pornogràfiques.

## Filmografia

### Pornogràfica (selecció)
- Pervenches ou les risques du métier (2002)
- Sottopaf et Saccapine font leur cinéma d'Alain Payet (2001)
- Les Tontons tringleurs d'Alain Payet (2000)
- Profession Infirmières de Nuit amb Fovéa
- Educating Joy (2000)
- Dolly and the Anal Whores (2000)
- Twelve Strokes to Midnight (2000)
- Chamber Of Whores 2: Porn World (1999)
- Hot Bods And Tail Pipe 11 (1999)
- Monella di provincia (1999)
- Gangland 5 (1999)
- Exhibition 99 de John B. Root (1998)
- Croupe du monde 98 d'Alain Payet (1998) amb Anita Blond, Océane, Fovéa, Olivia Del Rio (1998)
- Buttman's Bubble Butt Babes (1996)
- Initiation 1996 ou 97 (film amateur amb l'actriu Sirkis)
- Illusion (Marc Dorcel)
- Le Fétichiste (Marc Dorcel)
- Rap Intégral (Marc Dorcel)
- La Fête à Gigi d'Alain Payet (Marc Dorcel)
- Les 12 coups de minuit (Marc Dorcel)

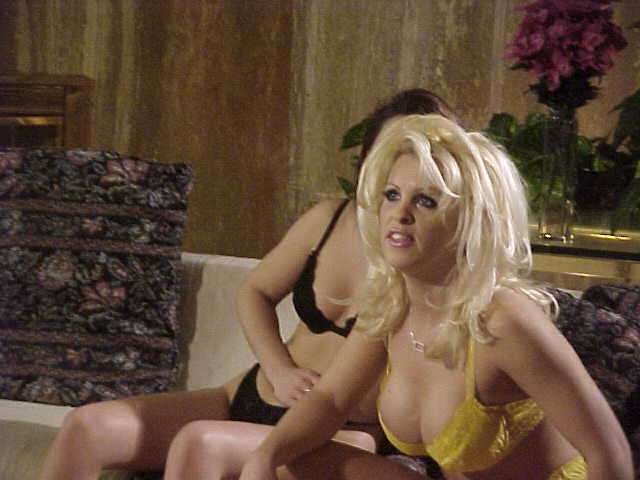
Dolly Golden a un plató de rodatge.

- Désir Fatal (Marc Dorcel)
- Le point Q (Marc Dorcel)

### Non pornographique
- 2012: Les Infidèles d'Emmanuelle Bercot, Fred Cavayé, Alexandre Courtès, Jean Dujardin, Michel Hazanavicius, Éric Lartigau i Gilles Lellouche: la mestressa
- 2006: Incontrôlable de Raffy Shart (no acreditada)
- 2004: L'Ex-femme de ma vie de Josiane Balasko: Cynthia, l'infermera
- 2004: Les Hyènes (sèrie tv) 1 episodi
- 2003: France Boutique de Tonie Marshall: Actriu porno 2
- 2003: Caméra Café (episodi : Ça va déchirer ce soir) : Candidata popstar
- 2001: Time Demon 2 de Richard J.Thomson : presonera

## Distincions
- X Award Europeu a la millor estrella europea el 1997
- Hot d'Or la millor actriu secundària europea el 1999
- Hot d'Or a la millor actriu francesa el 2000

Nominada gairebé 50 vegades en diverses cerimònies arreu del món.

## Publicació
- Le Meilleur des perles du X per Dolly Golden, prefaci de Marc Dorcel. Éditions Michel Lafon, 2001